# National Hockey League 1933/1934
National Hockey League 1933/1934 var den 17:e säsongen av NHL. 9 lag spelade 48 matcher i grundserien innan Stanley Cup inleddes den 20 mars 1934. Stanley Cup vanns av Chicago Black Hawks som tog sin 1:a titel, efter finalsegern mot Detroit Red Wings med 3-1 i matcher.
Ottawa Senators gjorde sin sista säsong i NHL innan man flyttade till St Louis och blev St. Louis Eagles.
Den 14 februari 1934 spelades den första All-Star matchen i Maple Leaf Gardens, Toronto. Matchen spelades mellan Toronto Maple Leafs och en NHL-kombination. Toronto vann matchen med 7-3.

## Grundserien

### Canadian Division
| Nr | Lag                 | S  | V  | O  | F  | GM  | IM  | MS  | P  |
| -- | ------------------- | -- | -- | -- | -- | --- | --- | --- | -- |
| 1  | Toronto Maple Leafs | 48 | 26 | 9  | 13 | 174 | 119 | +55 | 61 |
| 2  | Montreal Canadiens  | 48 | 22 | 6  | 20 | 99  | 101 | −2  | 50 |
| 3  | Montreal Maroons    | 48 | 19 | 11 | 18 | 117 | 122 | −5  | 49 |
| 4  | New York Americans  | 48 | 15 | 10 | 23 | 104 | 132 | −28 | 40 |
| 5  | Ottawa Senators     | 48 | 13 | 6  | 29 | 115 | 143 | −28 | 32 |

### American Division
| Nr | Lag                 | S  | V  | O  | F  | GM  | IM  | MS  | P  |
| -- | ------------------- | -- | -- | -- | -- | --- | --- | --- | -- |
| 1  | Detroit Red Wings   | 48 | 24 | 10 | 14 | 113 | 98  | +15 | 58 |
| 2  | Chicago Black Hawks | 48 | 20 | 11 | 17 | 88  | 83  | +5  | 51 |
| 3  | New York Rangers    | 48 | 21 | 8  | 19 | 120 | 113 | +7  | 50 |
| 4  | Boston Bruins       | 48 | 18 | 5  | 25 | 111 | 130 | −19 | 41 |

## Poängligan 1933/1934
Not: SM = Spelade matcher, M = Mål, A = Assists, Pts = Poäng
| Spelare          | Lag                 | SM | M  | A  | Pts |
| ---------------- | ------------------- | -- | -- | -- | --- |
| Charlie Conacher | Toronto Maple Leafs | 42 | 32 | 20 | 52  |
| Joe Primeau      | Toronto Maple Leafs | 45 | 14 | 32 | 46  |
| Frank Boucher    | New York Rangers    | 48 | 14 | 30 | 44  |
| Marty Barry      | Boston Bruins       | 48 | 27 | 12 | 39  |
| Cecil Dillon     | New York Rangers    | 48 | 13 | 26 | 39  |

## All Star-spelare 1934
| Toronto Maple Leafs | All-Star |
| --- | --- |
| - George Hainsworth, målvakt, - Red Horner, back, - Alex Levinsky, back, - Hap Day, back, - King Clancy, back, - Andy Blair, center, - Joe Primeau, center, - Bill Thoms, center, - Baldy Cotton, vänsterforward, - Harvey Jackson, vänsterforward, - Hec Kilrea, vänsterforward, - Buzz Boll, vänsterforward, - Charlie Conacher, högerforward, - Ken Doraty, högerforward, - Charlie Sands, högerforward | - Charlie Gardiner, målvakt, (Chicago) - Eddie Shore, back, (Boston) - Ching Johnson, back, (Rangers) - Lionel Conacher, back, (Chicago) - Red Dutton, back, (Americans) - Al Shields, back, (Ottawa) - Nels Stewart, center, (Boston) - Hooley Smith, center, (Maroons) - Normie Himes, center, (Americans) - Howie Morenz, center, (Canadiens) - Aurèle Joliat, vänsterforward, (Canadiens) - Herbie Lewis, vänsterforward, (Detroit) - Frank Finnigan, högerforward, (Ottawa) - Larry Aurie, högerforward, (Detroit) - Bill Cook, högerforward, (Rangers) - Jimmy Ward, högerforward, (Maroons) |

## Slutspelet 1934
6 lag gjorde upp om Stanley Cup-pokalen. De båda ettorna i serierna spelade semifinal mot varandra om en finalplats i bäst av 5 matcher. 
Tvåorna och treorna spelade kvartsfinaler i bäst av 2 matcher där det lag som gjort flest mål gick till semifinal. Vinnarna spelade mot varandra i en semifinalserie i bäst av 2 matcher där det lag som gjort flest mål gick till final. Finalserien spelades i bäst av 5 matcher.

### Kvartsfinal
New York Rangers vs. Montreal Maroons
Montreal Maroons vann kvartsfinalserien med 2-1 i målskillnad.
Chicago Black Hawks vs. Montreal Canadiens
Chicago Black Hawks vann kvartsfinalserien med 4-3 i målskillnad.

### Semifinal
Toronto Maple Leafs vs. Detroit Red Wings
Detroit Red Wings vann semifinalserien med 3-2 i matcher.
Chicago Black Hawks vs. Montreal Maroons
Chicago Black Hawks vann semifinalserien med 6-3 i målskillnad.

## Stanley Cup-final
Detroit Red Wings vs. Chicago Black Hawks
Chicago Black Hawks vann finalserien med 3-1 i matcher

## NHL awards
| 1933–34 NHL awards         | 1933–34 NHL awards                    |
| -------------------------- | ------------------------------------- |
| O'Brien Trophy:            | Toronto Maple Leafs                   |
| Prince of Wales Trophy:    | Detroit Red Wings                     |
| Calder Memorial Trophy:    | Russ Blinco, Montreal Maroons         |
| Hart Memorial Trophy:      | Aurèle Joliat, Montreal Canadiens     |
| Lady Byng Memorial Trophy: | Frank Boucher, New York Rangers       |
| Vezina Trophy:             | Charlie Gardiner, Chicago Black Hawks |

## All-Star
| Första                                | Position | Andra                             |
| ------------------------------------- | -------- | --------------------------------- |
| Charlie Gardiner, Chicago Black Hawks | M        | Roy Worters, New York Americans   |
| King Clancy, Toronto Maple Leafs      | B        | Eddie Shore, Boston Bruins        |
| Lionel Conacher, Chicago Black Hawks  | B        | Ching Johnson, New York Rangers   |
| Frank Boucher, New York Rangers       | C        | Joe Primeau, Toronto Maple Leafs  |
| Charlie Conacher, Toronto Maple Leafs | HF       | Bill Cook, New York Rangers       |
| Busher Jackson, Toronto Maple Leafs   | VF       | Aurèle Joliat, Montreal Canadiens |
| Lester Patrick, New York Rangers      | Tränare  | Dick Irvin, Toronto Maple Leafs   |